# فرانتس فون پاپن
فرانتس فون پاپن (به آلمانی: Franz von Papen) (زاده ۲۹ اکتبر ۱۸۷۹ – درگذشته ۲ مه ۱۹۶۹) افسر، سیاستمدار و جانشین صدراعظم آلمان در سال ۱۹۳۲ بود.
وی پس از مرگ رئیس‌جمهور هیندنبورگ و به قدرت رسیدن آدولف هیتلر بین سال‌های ۱۹۳۳ تا ۱۹۳۴ به عنوان معاون وی انتخاب شد. وی خیلی زود توسط نازی‌ها به حاشیه برده شد و پس از شب دشنه‌های بلند هرگز نقش پُررنگی در حکومت آلمان نازی نداشت.